# Автентичне виконавство
Автентичне виконавство, Автентизм (від пізньолат. authenticus — справжній, достовірний) — рух в музичному виконавстві, що ставить своїм завданням максимально точне відтворення звучання музики минулого, відповідність сучасного виконання оригінальним, «історичним» уявленням.
Автентизм найчастіше пов'язують з виконаннями музики бароко. Однак він знаходить застосування при виконанні музики всіх епох, музичні традиції яких відрізняються від сучасних: середньовіччя, відродження, класицизм, а також, певною мірою, до архаїчного музичного фольклору.

## Теорія
Автентичне виконання передбачає обізнаність виконавця у всіх (за можливості) аспектах музичної практики й теорії того періоду і тієї країни, коли і де написана музика. Тому в західних країнах останнім часом більше поширення знаходить термін «історично інформоване виконавство» (англ. «historically informed» performance practice, скорочено HIPP). Автентизм починається з уміння інтерпретувати нотний текст з авторського оригіналу. Тому таким важливим є видання і розповсюдження факсимільних видань стародавніх нот і освіти в цій сфері.
Важливими (серйозно відрізняються від сучасних) є підходи до інтерпретації партитури (вміння грати і розшифровувати цифрований бас, вибирати склад і кількість виконавців), знання правил і прийомів гри (штрихи, «хороші» й «погані» ноти, агогіка, темпи, динаміка, артикуляція і т. д.), вибір інструментів, їх оснащення та настроювання (звуковисотність, темперація), вміння імпровізувати, вірно грати орнаментику.
Найвиднішим проявом автентичних є використання в сучасних інтерпретаціях музичних інструментів минулого (оригіналів або виготовлених в новітній час копій) у тих випадках, коли ці інструменти вийшли з ужитку або значно змінилися, наприклад: віола да гамба, барокова скрипка, поздовжня флейта, клавесин, клавікорд, молоточкові фортепіано, а також інструменти XIX століття (педальне фортепіано, Арпеджіоне, фісгармонія та ін.) В ідеальному випадку твір бажано виконувати на інструменті того часу, коли цей твір написано. До автентизму відноситься також виконання високих («жіночих», написаних для співаків-кастратів) вокальних партій у ранніх операх чоловічими голосами (контратенор) замість жінок-співачок і виконання високих сольних партій в церковній музиці XVIII століття хлопчиками, а не співачками, як це і передбачалося композиторами.
Для автентичного напрямку виконання фольклору характерно прагнення в точності відтворити манеру народного виконавства. Для цієї мети музиканти-автенисти здійснюють експедиції по селах, шукаючи носіїв народної традиції, головним чином серед людей похилого віку. На думку лідера гурту Божичі Іллі Фетисова, звичайна розшифровка народної пісні нотами втрачає близько половини інформації.

## Історія

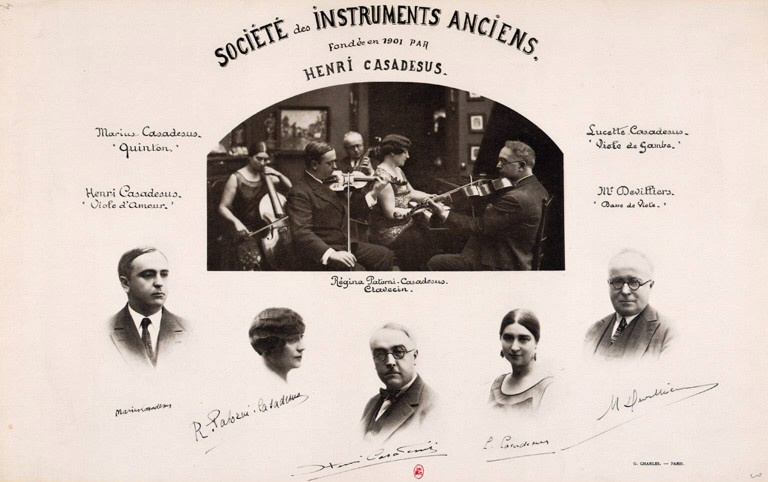
Квінтет французького Товариства старовинних інструментів (листівка, близько 1911); учасники грають на чотирьох різних віолах і клавесині

Інтерес до автентичного звучання старовинної музики виник на межі XIX–XX століть. Засновником руху традиційно вважається Арнольд Долмеч (1858–1940), який конструював копії старовинних інструментів і виконував на них музику XVII–XVIII століть. Долмеч — автор монографії «Виконання музики XVII–XVIII століть» (англ. The Interpretation of the Music of the 17th and 18th Centuries; Лондон, 1915), яка стала важливим теоретичним обґрунтуванням аутентичного виконавства. У Франції в цей же час було засновано «Товариство концертів на старовинних інструментах» (фр. Société de concerts des instruments anciens) — його головою був Каміль Сен-Санс, організаційними питаннями займався Анрі Казадезюс. У Німеччині на початку XX століття аналогічне суспільство заснував віолончеліст Крістіан Деберайнер, що пропагував відродження віоли да гамба. Тоді ж Альберт Швейцер і його прихильники розгорнули антиромантичний рух (Orgelbewegung) за відновлення "справжнього" звучання органної музики Й. С. Баха, яке розвинулось під гаслом «Назад до Зільбермана»! Відродженню клавесина як концертного інструменту сприяла концертна та педагогічна діяльність Ванди Ландовської у різних країнах.
У 1950-х роках виділилися Густав Леонхардт, Ніколаус Арнонкур, Тон Копман (Коопман), Сігізвальд Кейко і його брати (ансамбль La Petite Bande), Франс Брюгген, Філіп Херревеге, Джон Еліот Гардінер, Крістофер Хогвуд, Рейнхард Гебель, Рене Якобс, Вільям Крісті, Масаакі Судзукі, Крістоф Руссе та багато інших корифеїв сучасного HIPP-руху.
Біля витоків автентичного виконавства в СРСР стояли московський ансамбль «Мадригал» (заснований в 1965 композитором та піаністом, князем Андрієм Волконським) і талліннський ансамбль «Hortus Musicus» (заснований в 1972 скрипалем Андресом Мустоненом). Значний внесок у розвиток автентичного виконавства в Росії внесли клавірист Олексій Любимов і скрипалька Тетяна Грінденко (керівник оркестру «Академія старовинної музики»).

## Автентизм в Україні
На зламі XIX–XX століть інтерес до автентичного звучання українського музичного фольклору проявляв М. Лисенко, який організовував концерти кобзаря Остапа Вересая та залишив по собі розвідку про його творчість «Характеристика музичних особливостей українських дум і пісень у виконанні кобзаря Вересая», а також книгу «Народні музичні інструменти на Україні», що була надрукована на сторінках журналу «Зоря» за 1894 рік. Важливі зауваження щодо автентичного виконавства музичного фольклору є в працях видатного вченого-фольклориста К. Квітки, який зокрема писав «…конче треба також культивувати живу репродукцію через співців та інструменталістів, що присвятять себе точному, так би мовити, музеальному збереженню народного репертуару, традиції народного виконання і манеру інструментальної гри»
Поштовхом для розвитку української медієвістики та популяризації давньої музики став перший науковий симпозіум, присвячений проблемам старовинної української музики, що проходив у Києві 5-9 квітня 1969 року. Наприкінці 1970-х років навколо українських ентузіастів старовинної музики Анатолія Шпакова (лютня) та Святослава Крутикова (клавесин, блокфлейти) згуртувався колектив однодумців, який прагнув наблизитися до автентичності у виконавстві. В 1980-90-х роках активну творчу діяльність веде ансамбль «Silva Rerum» під орудою Тетяни Трегуб, що ставив собі за мету ознайомити широкий загал із зразками української старовинної музики. З 1990-х років автентичне виконання старовинної музики пропагує Наталія Свириденко, в репертуарі представлено цикли монографічних програм: «Українське бароко», «Англійська верджинальна музика», «Уся камерна музика Й. С. Баха», «Музика за часів Бурбонів», «Музика від Розумовських», твори Дж. Фрескобальді, К. Ф. Е. Баха, Д.Скарлатті, А.Солера, М.де Фалья, іспанська музика XVI ст..

## Критика
Критики автентизму сумніваються в тому, що наближене до епохи створення твору виконання допомагає сучасному слухачеві почути музику давніх часів так, як її чули сучасники, адже для цього слухач повинен володіти музичною культурою того часу. Хоча цілком слушно, що адекватному сприйняттю музики певного періоду сприяють мінімальні знання про культуру того часу.
Інший аспект критики автентизму пов'язаний з використанням у виконавськый практиці старовинних інструментів. Сутність змін в інструментах, що відбулися в пізніші епохи, полягала у спрощенні і розширенні їх технічних можливостей, вирівнюванні або нарощуванні потужності звучання. Звідси — поширена думка про те, що старовинні інструменти «слабкі» або навіть «фальшиві». Крім того, старовинні інструменти були розраховані для інших залів — невеликих за площею, тоді як великих філармонійних залів до XIX століття не існувало.
Змістовною є також критика самого терміну «автентичний». Сам Густав Леонхардт зауважує, що автентичною може бути, наприклад, ваза XVIII століття, але жодне сучасне виконання не може бути автентичним в повному розумінні слова, оскільки неможливо перенестися на 300 років у минуле. Виконавські стилі, як би вони себе не називали, неминуче несуть на собі відбиток свого часу. Змінюється і саме поняття «автентизму». Тому «автентичні» записи старші за 30 років (наприклад, колись знаменитих ансамблів Рене Клеменчича [Архівовано 31 травня 2011 у Wayback Machine.], Studio der frühen Musik, «Early Music Consort» Девіда Мунроу, Арнольда Долмеча, Ванди Ландовської, багатьох інших ансамблів та окремих виконавців) здатні застарівати, як і «академічні» виконавські стилі.